# IC 4475
IC 4475 је лентикуларна галаксија у сазвјежђу Волар која се налази на листи објеката дубоког неба у Индекс каталогу.
Деклинација објекта је + 23° 20' 3" а ректасцензија 14h 38m 23,2s. Привидна величина (магнитуда) објекта IC 4475 износи 13,9 а фотографска магнитуда 14,9. IC 4475 је још познат и под ознакама MCG 4-35-1, CGCG 134-6, NPM1G +23.0371, PGC 52325.